# Divorciada (telenovela)
Divorciada é uma telenovela colombiana produzida pela RCN Televisión e exibida pelo Canal A, cuja transmissão ocorreu em 1999.

## Elenco
- Roberto Escobar ... Julián
- Flora Martínez .... Eva
- Rafael Novoa ....	Guillermo
- Álvaro Ruiz .... Esteban
- Helena Mallarino .... Soledad
- Luisa Fernanda Giraldo .... Michelle
- Ana Mazhari ....
- Gerardo Calero .... Javier
- Jorge López .... Juan Antonio
- Adriana Macheler .... Marisol
- Daniel Ochoa .... Fabián
- Geoffry Ruffell .... Nestor
- Ricardo Vélez .... Hugo